# آی‌سی ۱۵۱۷
آی‌سی ۱۵۱۷ یک کهکشان‌ است.